# Захист Алехіна
Захист Алехіна — шаховий дебют, що починається ходами: 

1. e2-e4 Kg8-f6. 

Належить до напіввідкритих початків.

## Історія
У турнірну практику цей захист ввів Олександр Алехін, який застосував цей хід у партії проти Лайоша Штейнера (Будапешт, 1921), хоча його знали й раніше. Ідея захисту Алехіна  — фігурна гра і контратака пішакового центру білих. Білі в більшості варіантів отримують кращу позицію, а статистика показала, що чорні порівняно рідко досягають перемоги. Однак дебют вважається цілком коректним і постійно зустрічається в змаганнях. Значний внесок у розвиток теорії дебюту зробили Владас Мікенас, Ісаак Болеславський, Властіміл Горт, Володимир Багіров. 

## Варіанти
- 2. Kb1-c3  —  цим ходом білі прагнуть ухилитися від основних варіантів і звести гру до інших дебютів. 
  - 2.... e7-e5  —  Віденська партія.
  - 2.... d7-d6  —  Захист Пірца—Уфімцева.
  - 2.... d7-d5  —  Скандинавський захист.
- Варіанти з 2. e4-e5 Kf6-d5
  - 3. c2-c4 Kd5-b6 4. c4-c5 Kb6-d5  —  Система пішакового переслідування.
  - 3. c2-c4 Kd5-b6 4. d2-d4 d7-d6 5. f2-f4  —  Система чотирьох пішаків.
  - 3. Kb1-c3 Kd5:c3 4. d2:c3
  - 3. d2-d4 d7-d6 4. Kg1-f3 Cc8-g4 5. Cf1-e2
    - 5.... e7-e6  —  Класичний варіант.
    - 5.... c7-c6  —  Варіант Флора.